# Maureske

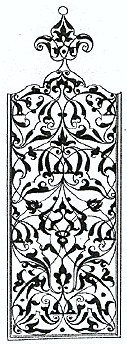
Maureske von Peter Flötner (ca. 1490–1546)

Die Maureske (Moreske) ist ein Pflanzenornament in Form von stark stilisierten linearen Ranken, Blättern und Blüten. Das in Assyrien entwickelte Motiv fand Eingang in die islamische bzw. maurische Kunst und wurde aus dieser in der Zeit der Renaissance vom Abendland übernommen, wo sie zwischen 1520 und 1600 aktuell war.
Der Begriff leitet sich von dem der Mauren ab, der karthagisch-römischen Bezeichnung der Berber in Nordafrika (spanisch: los moros).
Die Maureske besteht aus Blättern und Ranken, die untereinander verbunden sind. Die rhythmische Wiederholung der Motive erlaubt, beliebig große Flächen zu bedecken. Grundlage ist die antike Akanthus-Wellenranke. Die Ornamentik ist jedoch auf zwei Dimensionen reduziert, die Ranken sind dünner, die Einrollungen weniger dominant.
Ende des 15. Jahrhunderts kamen viele islamische Kunstgegenstände nach Italien und dienten christlichen Künstlern als Vorbilder. Im 16. Jahrhundert erschienen zahlreiche Musterbücher mit Mauresken. Ende des 16. Jahrhunderts verschmolz die Maureske in Europa mit anderen Ornamentformen. Eine Wiederaufnahme erlebte das Maureskenornament auf Metall- und Lederarbeiten des Historismus.
Die Maureske unterscheidet sich von der Arabeske durch eine weniger naturalistische Gestaltung und das Fehlen von Lebewesen.